# Joseph Gaspard de Pailhoux de Cascastel
Joseph Gaspard de Pailhoux de Cascastel (Tolosa de Llenguadoc, 1726  - Caçcastèl de las Corbièras (Aude), 1808 ) va ser un noble francès que es dedicà a activitats empresarials.

## Biografia
Dels seus pares, Gaspard de Pailhoux  i Maria-Teresa de Ros i Sorribes, rebé els senyorius de Caçcastèl, Vilanòva, i Rofiac de las Corbièras, de Sant Joan de Barro, d'Embres i de Castelmaur. El 1746, tenia el càrrec de Cavaller d'Honor de l'oficina de Comptes, ajudes i finances de la generalitat de Montpeller, càrrec que encara retenia el 1756. A partir del 1757 intentà comprar una plaça de conseller al Parlament de Tolosa però, malgrat els cabals esmerçats, no reeixí en l'intent. Posteriorment (1759) va ser nomenat conseller del Consell Sobirà del Rosselló. El 1789 formà part de la comissió que, en nom de la Senescalia de Limós, negocià amb Narbona els diputats que havien de representar-la als Estats Generals (Estats que marcarien la fi de l'Antic règim i l'inici de la Revolució francesa). Poc abans de morir el 1808, potser fins al 1802, era batlle de Caçcastèl.
El 1763 havia començat a explotar mines de ferro a Balansac (Vilanòva de las Corbièras, Aude). A partir del 1770, tot i viure a Perpinyà, començà a explotar mines de ferro a Padèrn (Aude) i d'hulla a Ségur (Avairon), d'on a més n'extreia marbre, antimoni i coure argentífer. El 1779 s'associà amb l'enginyer reial Jean Pierre François Duhamel i l'empresari Louis Charles Pelletier -substituïts el 1780 pel químic Jean-Antoine Chaptal i pel consogre d'en Pailhoux i cosí d'en Duhamel, el futur general Luc Siméon Auguste Dagobert de Fontenille- per a l'explotació dels metalls extrets a les Corberes, tant de les seves terres (Caçcastèl, Castelmaur, Rofiac, Sant Joan i Vilanòva), com en concessió reial (a Albàs, Corbièras, Davejan, Felinas de Termenés, Maisons, Montgalhard, Palairac, Quintilhan, Ségur, Tuissan, Vilaseca de las Corbièras). De forma complementària, la societat arrendà unes forges de ferro a Grau de Padèrn
Es casà el 1745 amb Marie Anne d'Adhémar de Taura, descendent d'una rica família. Tingueren una única filla, Marie Anne Thérèse de Pailhoux, el 1747; la mare morí de part. Joseph Gaspard es casà novament el 1749, amb Jeanne de Caussat de Castelmauredont amb qui tingué set fills: Joseph Melchior  el gran; Jacquette, que es casaria amb el futur Général Dagobert; Thérèse; Paule; Françoise; Paul; i en Martial, que gestionà la difícil successió del seu pare -ateses les circumstàncies personals de l'hereu preferent, en Joseph Melchior-. i que acabaria esdevenint, també, alcalde de Caçcastèl del 1808 al 1830.

## Mines explotades
- "Balansac", "Rofiac", "Récaoufa" (Vilanòva de las Corbièras)
- "La Cauna" o "la Mayré", "Peiro Blanco" (Caçcastèl)
- "Cauna des Causses" (Davejan, Palairac, Felinas)
- "Las Corbas" (Maisons)
- "La Bousole" (Palairac)
- "Feugerolles", "Pech Bosc" (Quintilhan)[1]